# Walcheren
Walcheren (Zeeuws: Walher) is een landstreek en een schiereiland in het westen van de Nederlandse provincie Zeeland en bestaat sinds 1997 uit de drie gemeenten Middelburg, Veere en Vlissingen. Walcheren wordt omsloten door de Noordzee, de Westerschelde, het Veerse Meer en het ingepolderde Sloe.
Het voormalig eiland Walcheren vormt een voortzetting van het schiereiland Zuid-Beveland. Walcheren telt ongeveer 115.000 inwoners op een oppervlakte van 216 km² en is daarmee het dichtstbevolkte voormalige eiland van Zeeland.

## Geografie
Walcheren is een overwegend landelijke regio. De twee grootste plaatsen op het eiland zijn de provinciale hoofdstad Middelburg en de havenstad Vlissingen. Het dorp Oost-Souburg (na deze twee steden de grootste plaats van Walcheren) is onderdeel van de agglomeratie van Vlissingen. Het haven- en industriegebied Vlissingen-Oost bevindt zich grotendeels in het ingepolderde, zuidelijke deel van de Sloe en loopt door tot aan Borssele op Zuid-Beveland. Samen vormen Middelburg en Vlissingen het grootste stedelijk gebied van Zeeland met ca. 93.000 inwoners.
Walcheren is verdeeld in drie gemeenten: Vlissingen, Middelburg en Veere. Het gebied van de eerste twee gemeenten is beperkt tot de directe omgeving van de gelijknamige steden; vrijwel alle plaatsen op het Walcherse platteland behoren bij de gemeente Veere.
Enkele plaatsen op Walcheren hadden stadsrechten en worden daarom ondanks hun geringe omvang nog wel stad genoemd, zoals Arnemuiden ten noordoosten van Vlissingen. Aan de noordoostkant van het eiland, aan het Veerse Meer, ligt Veere, in vroeger eeuwen een belangrijke havenstad. Op het meest westelijke puntje van Walcheren ligt het oude vissersstadje Westkapelle. Nog oudere wortels heeft Domburg aan de noordwestkust.
Walcheren telt diverse badplaatsen, waarvan Domburg wellicht de bekendste is. Andere badplaatsen zijn Zoutelande, Dishoek, Westkapelle, Oostkapelle en Vrouwenpolder. De grootste dorpen op het platteland van Walcheren zijn Koudekerke (ten noorden van Vlissingen maar behorend tot de gemeente Veere), met 3500 inwoners, en Serooskerke.
Het dorpje Kleverskerke is, met slechts 70 inwoners, een van de kleinste dorpen van Nederland.

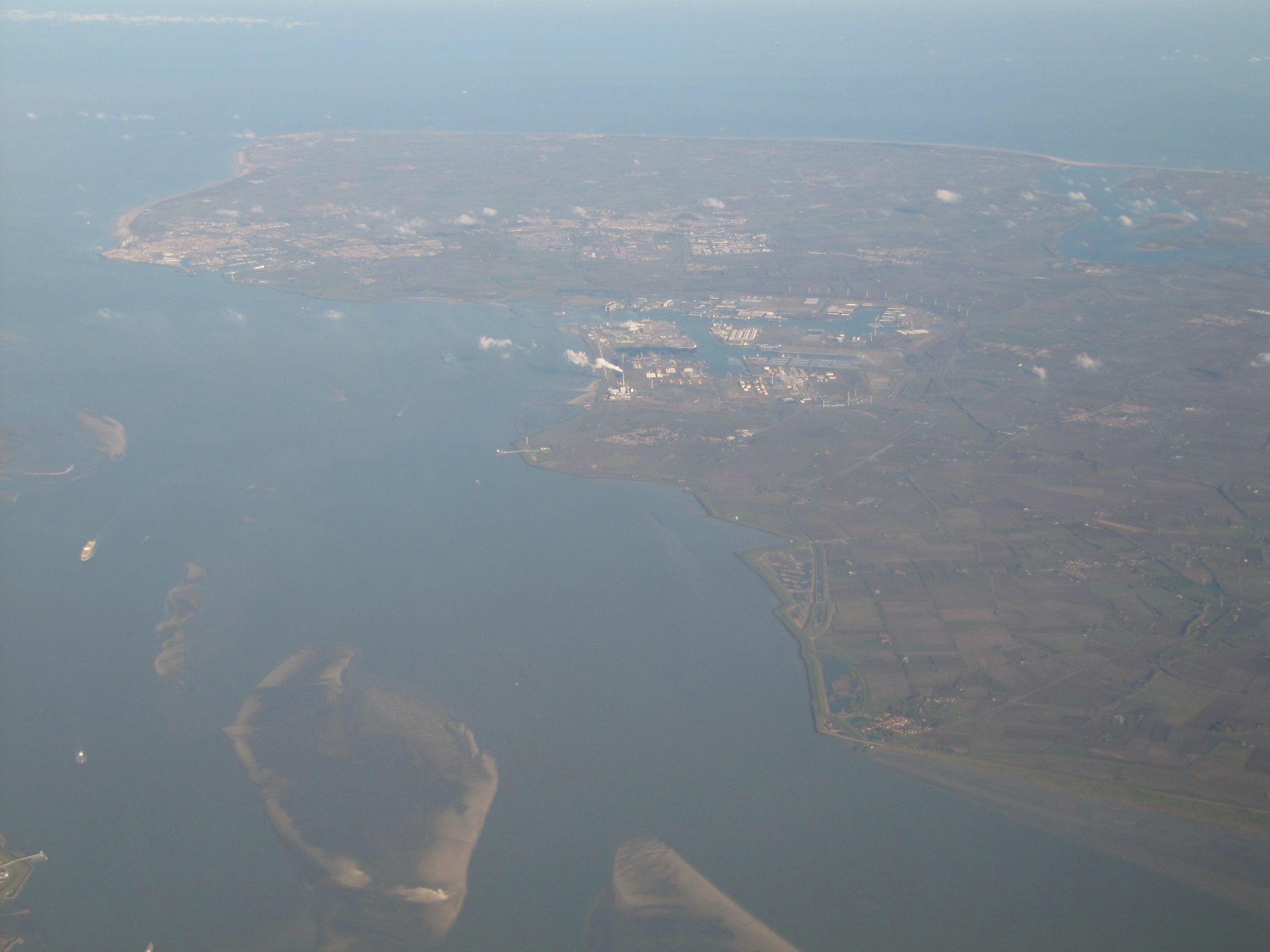
Luchtfoto
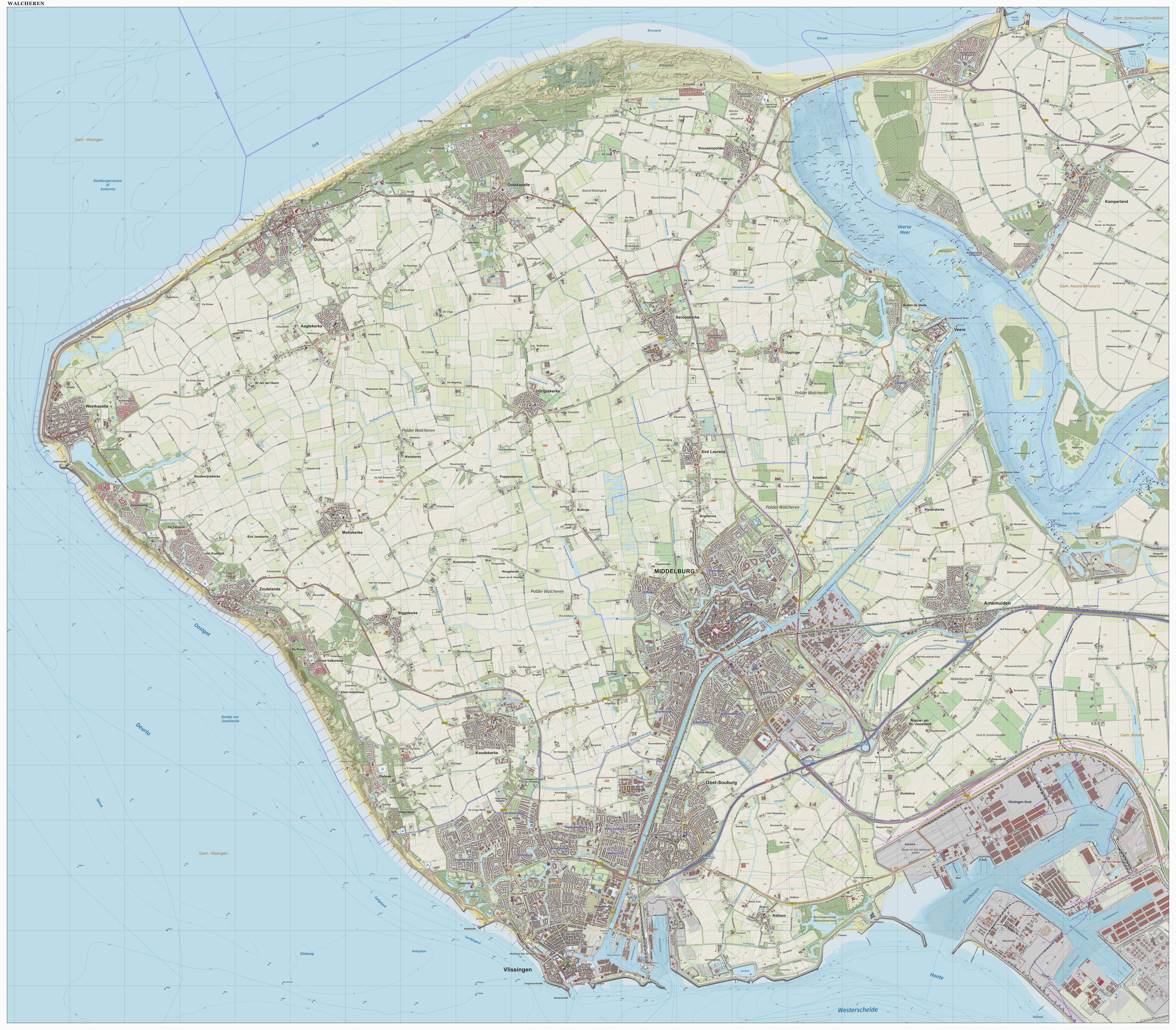
Topografische kaart

## Geschiedenis

### Romeinse tijd

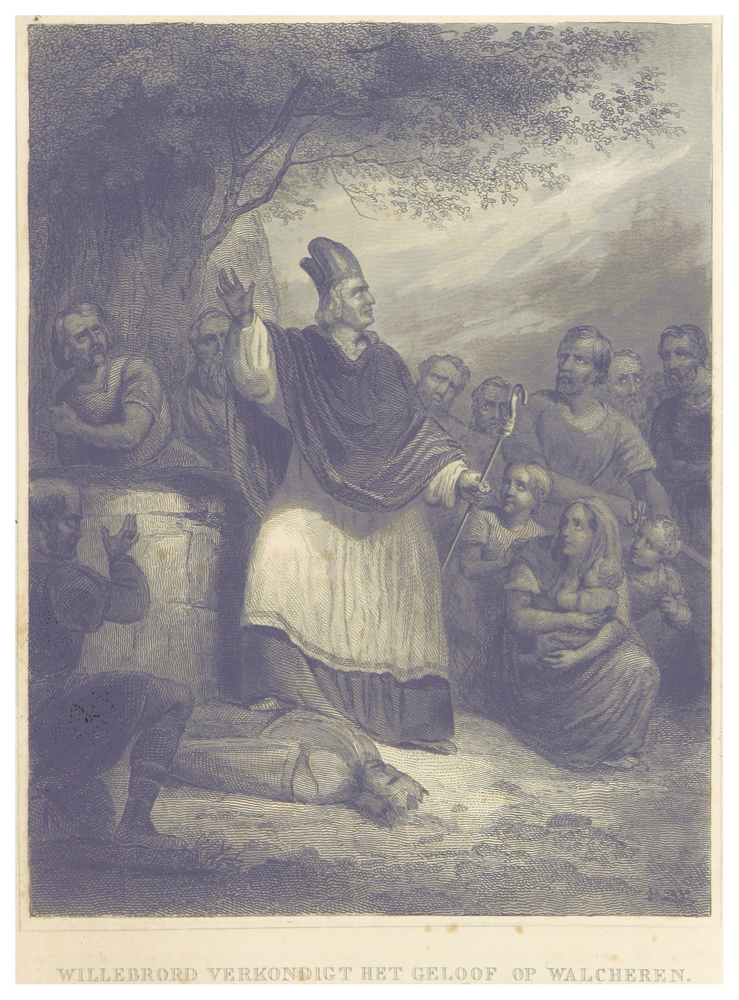
Willibrord verkondigt het geloof op Walcheren

Walcheren was al in de Romeinse tijd een bewoond gebied, met een vestiging genaamd Walachria of Walichrum als belangrijke handelsplaats. Deze plaats lag waarschijnlijk ergens ten noorden voor de kust van Domburg. Deze plaats verklaart de oorsprong van de naam Walcheren. In 1514 werd een altaarsteen, gewijd aan Hercules Magusanus, gevonden op het strand van Westkapelle. Later, in 1647, zijn resten gevonden van een aan de godin Nehalennia gewijde tempel. Er werden ook altaren gevonden. Die werden door kooplieden aan de godin opgedragen, uit dankbaarheid voor hun behouden overtocht. In de 3e en 4e eeuw overstroomde een groot deel van Zeeland en het gebied bleef zo goed als onbewoond.

### Middeleeuwen
Eind 7e eeuw landde Willibrord op Walcheren, waarschijnlijk bij de oude handelsplaats Walichrum. Hier vernielde hij volgens de overlevering een plaatselijk afgodsbeeld, waarna hij aangevallen werd door de bewaker van het beeld, diens zwaardslag werd echter op wonderbaarlijke wijze afgewend. Later zouden er op Walcheren twee kerken aan Willibrord gewijd worden, de Sint-Willibrorduskerk in Westkapelle en de Willibrordkerk in Oostkapelle. De kerk in Westkapelle groeide uit tot het centrum van de Willibrordverering, de kerk bezat relikwieën van de zendeling en het verhaal ging dat Willibrords bloed zichtbaar was op het altaar in de kerk. Ook de Willibrordusput in Zoutelande, volgens de legende ontstaan door toedoen van Willibrord zelf, verwijst naar de aanwezigheid van Willibrord op Walcheren.
Het eiland was een 'kroondomein' en groeide in rijkdom.
Ten tijde van het Frankische Rijk was sprake van een graafschap Walcheren. Ter bescherming tegen invallen van Noormannen werden in de negende eeuw ringwalburgen aangelegd bij de plaatsen Middelburg, Domburg (de duinburg) en Oost-Souburg (de zuidburg). De plaatsnamen herinneren hier nog aan. De aarden burg van Oost-Souburg is gerestaureerd, de burg van Middelburg is herkenbaar in het stratenplan.
Walacria (Walcheren, de handelsnederzetting Domburg) was door de handel met Engeland de bekendste landingsplaats in het zuidelijke Noordzeebekken. Vanwege de strategische ligging was het ook een garnizoensplaats. De Vikingen hadden er een haven voor hun vloot en organiseerden ook hiervandaan plundertochten in het Scheldegebied. Walacria, de nederzetting Domburg, is door de zee verzwolgen. De laatste resten verdwenen in de 19e eeuw.
Tijdens de aanval van de Noormannen in 837 werd het eiland verdedigd door graaf Ekkehard (Eggihard) en hertog Hemming, een broer van de Deen Harald Klak. Het eiland werd geplunderd, Hemming en Ekkehard kwamen om bij de aanval, er werden grote verwoestingen aangericht en er waren veel slachtoffers. De overvallers, onder leiding van Hemmings neef Harald junior, gingen er met een rijke buit vandoor en namen veel vrouwen in gevangenschap mee. In 841 gaf Lotharius I Walcheren in leen aan deze Harald om zo nieuwe bondgenoten te werven, dit leidde tot een langdurige aanwezigheid van de Vikingen in het gebied wat toen een deel van West-Frisia was. Walcheren was een uitstekende uitvalsbasis voor Harald. Walcheren zou tientallen jaren een 'piratennest' blijven. De handelsnederzetting Walcheren zou vanaf deze tijd sterk in betekenis afnemen, totdat deze eind 9e eeuw van geen belang meer schijnt te zijn. Vanuit Walcheren konden de Vikingen oversteken naar Oost-Engeland. Ze konden er foerageren en een gunstige wind afwachten. In de tweede helft van de 9e en de vroege 10e eeuw blijkt Walcheren dan ook een geliefde uitvalsbasis voor Vikingen. Zo geliefd zelfs dat deze Vikingen Scaldingi of Scaldi oftewel Schelde-Vikingen genoemd worden. De burg in Middelburg is de enige van de drie die bewoond blijft. De burg van Souburg werd in de 10e eeuw verlaten en de burg van Domburg zou pas vanaf de 11e eeuw bewoond worden. Deze laatste omdat de bewoners van de oude handelsnederzetting Walacria zich meer landinwaarts vestigden. Hiermee ontstaat de positie van Middelburg als centrale nederzetting op Walcheren.
Walachria-Bevelandia (behorend tot Rijks-Vlaanderen) was een eenheid die later Zeeland Bewestenschelde werd genoemd (de huidige regio Midden-Zeeland). Het behoorde in 972 tot de bruidsgift aan de toekomstige keizerin Theophanu (zie Huwelijksoorkonde van keizerin Theophanu). Hierin is sprake van Walacra waarmee een veel groter deel van de Scheldedelta bedoeld werd dan enkel Walcheren: het betreft met name ook de Vier Ambachten, terwijl de huidige Westerschelde nog gevormd moest worden en de huidige rivierbedding dus als destijds bewoond kan worden verondersteld. De Vlaamse graaf Boudewijn IV werd in 1012 de eerste graaf van een deel van het gebied dat, tussen 1162 en 1189, Zeelandia/Zeeland zou gaan heten. Het gebied stond toen, zoals vermeld, bekend als Walachria-Bevelandia en Middelburg was, kort na de eerste millenniumwisseling, door de Duitse koning Hendrik II de Heilige (973 - 1024) aangewezen als bestuurscentrum. Middelburg ontstond bij/in een ringwalburg die, rond 880-890, als middelste burg tussen Domburg (Duinburg) en Souburg (Zuidburg) werd aangelegd.
In de 10e, en vooral de 11e eeuw begint de bevolking flink toe te nemen. Boeren in het nog niet ingepolderde gebied wierpen kleine heuveltjes (vliedbergen) op ter bescherming tegen overstromingen. Begin 11e eeuw werd het gebied getroffen door de stormvloed van 1014. Vanaf de 11e eeuw werd Zeeland stukje bij beetje ingepolderd door monniken uit Vlaanderen waardoor steeds minder land overstroomde. De vruchtbare Zeeuwse klei was zeer geschikt voor landbouw, en de welvaart in het gebied nam toe dankzij de handel overzee. Vele Walcherse dorpen ontstonden rond kerken die door een van vijf moederkerken werden gesticht. Eerst was enkel de Sint-Maartenskerk in Middelburg zo'n moederkerk, deze zou zich later opsplitsen in de Westmonsterkerk en de Noordmonsterkerk. Later werden ook de in de vroege 11e eeuw gestichte Sint-Willibrorduskerk van Westkapelle, de Willibrordkerk van Oostkapelle en de Kerk van West-Souburg moederkerken op Walcheren. Vanuit deze vijf kerken zouden in de late 12e en 13e eeuw alle andere kerken op walcheren gesticht zijn. Waar rond de dorpen en steden zouden ontstaan. Middelburg kreeg in 1217 (wellicht al eerder) als eerste Walcherse plaats stadsrechten. Niet veel later, in 1223, volgden Domburg en Westkapelle. Pas in de 14e eeuw kregen de volgende Walcherse plaatsen stadsrechten, Vlissingen in 1315 en Veere in 1355. Vlissingen werd gesticht door graaf Floris V door in het zuiden van het eiland vanaf 1294 havens aan te leggen, waar rondom de stad zou ontstaan. Veere ontstond in dezelfde tijd als Campvere rond een aanlegplaats voor het veer van Zanddijk naar Campen.
Vanwege de goede bereikbaarheid over zee nam het belang van steden als Middelburg, Veere en Vlissingen vanaf de 14e eeuw snel toe.

### De zestiende en zeventiende eeuw
Het kanaal van Welzinge verbond van 1532 tot 1817 Middelburg (via het oude Havenkanaal) met het Sloe en de Westerschelde. (Tot 1532 werd als vaarroute het bochtige riviertje de Arne gebruikt, dat via Arnemuiden uitmondde in het Sloe).

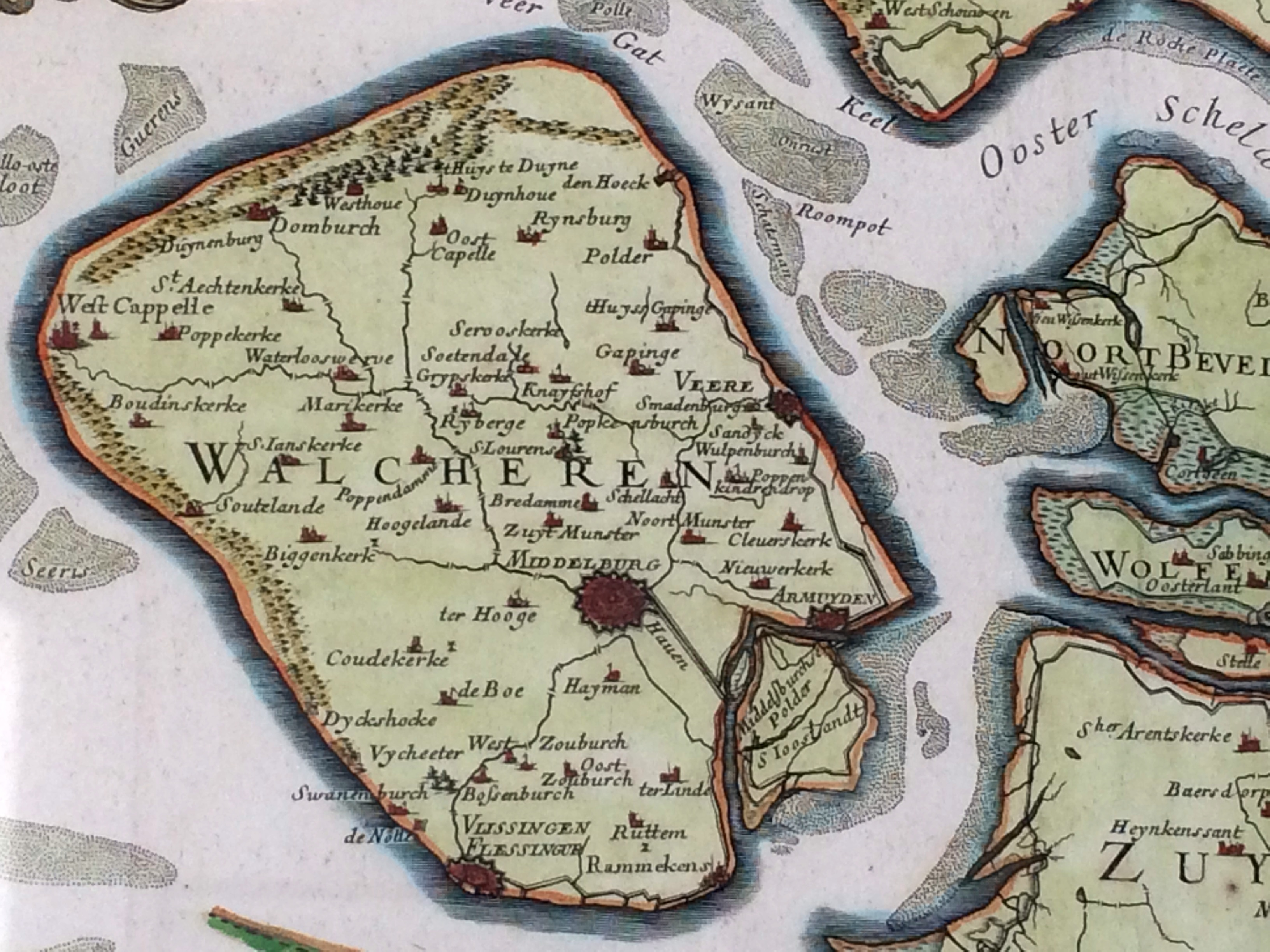
Walcheren in 1681.

In de 16e en 17e eeuw groeide Middelburg uit tot de grootste haven- en handelsstad en later, na Amsterdam, de tweede handelsstad van de Noordelijke Nederlanden. Vlissingen nam 20% van de Zeeuwse handel voor haar rekening en Veere was tot 1576 de belangrijkste Marinehaven van de Nederlanden. Tussen de drie steden werd van 1539-1649 een van de eerste bestrate wegen in de Noordelijke Nederlanden aangelegd. De Admiraliteit van Zeeland was nadat men eerst 10 jaar vanaf 1576 in Vlissingen had vergaderd, van 1586 tot 1795 in het Hof van Zeeland in Middelburg gevestigd.
In het Verdrag van Dover hadden Frankrijk en Engeland in 1670 onder meer afgesproken, dat de Engelsen, na het gezamenlijk verslaan van de Republiek, Walcheren mochten bezetten. Door de Engelse nederlagen in de zeeoorlog van 1672 - 73 is dat niet doorgegaan.

### De achttiende en negentiende eeuw
De welvaart van de steden in de 17e eeuw had geleid tot de bouw van vele buitens op Walcheren. Buiten de steden lagen de hofstedes, waar de burgerij zich 's zomers verpoosde. Verder weg lagen de grote landgoederen van de Zeeuwse patriciërs. Om al deze buitens werd Walcheren wel "het prieel van Zeeland" genoemd. De economie stagneerde in de 18e eeuw, met uitzondering van de landbouw. Omstreeks 1759 werd het eiland verdeeld in 212 blokken met een eigen naam en nummer, op de hoeken afgebakend met tiendpalen. Dat maakte de registratie en inning van de tienden ten behoeve van de landeigenaar of de kerkelijke gemeente eenvoudiger. Er zijn nog 95 van deze palen bewaard gebleven.
Van 30 juli tot 10 december 1809 vond de Britse Expeditie naar Walcheren plaats in een mislukte poging om de haven van Antwerpen te veroveren op de Fransen tijdens de Vijfde Coalitieoorlog tegen Napoleon.
Na een fondsenwerving onder de Walcherse elite en met een bijdrage van Koning Willem I kon in 1837 in Domburg het eerste Badpaviljoen worden gebouwd. De badplaats bleef daarna met vallen en opstaan, zoals met de opening van het Badhotel in 1866, langzaam groeien. De kring van badgasten bleef echter beperkt tot de kleine Zeeuwse stedelijke en adellijke elite. Met de verbetering van de verbindingen na 1870 door de aanleg van de spoorlijn Roosendaal-Vlissingen en de aansluitende dienst van de Stoomvaart Maatschappij Zeeland op Engeland arriveerden in Domburg in toenemende mate badgasten uit andere delen van Nederland, België, Engeland en Duitsland.
In 1872 werd de spoorlijn van Zuid-Beveland doorgetrokken naar Vlissingen. Daarvoor werd tussen Zuid-Beveland en Walcheren de Sloedam (1871) aangelegd. Sindsdien is Walcheren een schiereiland.

### De Tweede Wereldoorlog - Festung Walcheren
Na de capitulatie van Nederland werd de strijd in Zeeland voortgezet omdat Franse troepen er in strijd waren met Duitse eenheden. Op 15 mei begon de Duitse opmars door Midden-Zeeland, die eindigde bij de capitulatie op 17 mei. Ter ondersteuning van hun terugtocht werd de binnenstad van Middelburg die dag door Frans marinegeschut in brand geschoten. Honderden panden, waaronder talrijke onvervangbare monumenten, gingen verloren. Vlissingen werd tijdens de bezettingsjaren de meest gebombardeerde stad van Nederland.
 Omdat de Duitse bezetter aannam dat er een grote aanval op Walcheren kon komen, veranderde hij het toenmalige eiland in een vesting, die hij Festung Walcheren noemde. Hij bouwde ongeveer 200 bunkers en richtte er 16 zware kustbatterijen in van Vlissingen tot Domburg, waarmee hij de gehele monding van de Westerschelde bestreek, als onderdeel van de Atlantikwall. Aan de zuidzijde van Walcheren, van het Kanaal door Walcheren via Koudekerke tot de duinen bij Klein Valkenisse bouwde hij het zogenaamde Landfront Vlissingen, een zware verdedigingslinie van 38 bunkers met een tankgracht van 11 km. Dit Landfront is sinds 2011 via een speciaal aangelegde fietsroute te bezichtigen (voor welk doel een aantal bunkers is opgeknapt) - er zijn nog 27 bunkers over, waarmee het Landfront Vlissingen de best bewaarde en tevens grootste Duitse stelling van Nederland is. Er zijn diverse organisaties die zich bezighouden met de studie of het behoud van deze bunkers.
Na de landing in Normandië in juni 1944 rukten de geallieerden snel op in de richting van de Nederlandse grens. In september werden de zuidelijke provincies bevrijd, inclusief Zeeuws-Vlaanderen. De mislukking van de Operatie Market Garden maakte een voorlopig einde aan de opmars.
Ook op Walcheren heersten de Duitsers nog, en beheersten zo de toegangsweg tot de havenstad Antwerpen. Maar het geallieerde leger had een grote aanvoerhaven nodig: de havens in Normandië waren te beperkt en te ver. Om de 83 kilometer lange route naar Antwerpen open te stellen moesten de Duitsers van Walcheren worden verdreven. De sterke Duitse verdediging maakte een landing hier een hachelijke zaak. Pogingen om via de Sloedam aan te vallen mislukten aanvankelijk en kostten met name de Canadezen grote verliezen.
Daarom bombardeerden de geallieerden op 3 oktober de dijken van Walcheren op vier plaatsen, onder andere bij Vlissingen, Veere en Westkapelle. Walcheren kwam hierdoor onder water te staan, met als doel om zo de Duitse verdediging te ontregelen ter voorbereiding op een aanval vanuit zee. Ondanks waarschuwingen aan de bevolking met strooibiljetten (die in onbegrijpelijke, veel te academische taal waren geformuleerd) op 2 oktober, vonden 180 inwoners van Westkapelle de dood; ook werden 600 van de 650 woonhuizen vernietigd. Op 17 oktober werd Westkapelle opnieuw bestookt om het gat in de dijk te vergroten en verdiepen.
Op 1 november gingen in Westkapelle en Vlissingen voornamelijk Britse en Noorse troepen via landingen uit zee met landingsvaartuigen en speciale amfibische voertuigen (Weasels en Buffalo's) aan land. Na hevige gevechten was Walcheren op 8 november 1944 bevrijd. Walcheren is hiermee naast Normandië de enige plek waar de Duitse Atlantikwall doorbroken werd.
Tijdens de landing, operation Uncle Beach, was in Vlissingen de bevolking goeddeels geëvacueerd. Een kleine groep van ca 40 burger-bewoners bleef achter in de linies.
- Mede ontleend aan Nederland in de Tweede Wereldoorlog.

### De Watersnood
In de jaren 1947 en 1948 waren in hoog tempo zo'n 350 noodboerderijen in seriebouw opgetrokken, om ook Walcheren te kunnen inschakelen bij de voedselvoorziening van Nederland. Van de oude infrastructuur was weinig over en van de nood werd een deugd gemaakt: een ruilverkaveling en de aanleg van rechte wegen tussen de dorpen maakte een moderne bedrijfsvoering mogelijk. Om ruimte te maken kregen 118 Walcherse boeren voorrang bij de uitgifte van de eerste boerderijen in de Noord-Oostpolder.
In de nacht van 31 januari op 1 februari 1953 werd Zeeland getroffen door de watersnood. Omdat de Walcherse dijken, de Westkappelse Zeedijk bijvoorbeeld, na de inundatie van Walcheren net hersteld waren, bleef Walcheren nu goeddeels gevrijwaard van overstromingen. Om een dergelijke ramp in de toekomst te voorkomen, werden vanaf 1958 de Deltawerken uitgevoerd. Een neveneffect hiervan was dat de verbindingen met de rest van Nederland aanzienlijk werden verbeterd. Ook werd de waterstaatkundige autoriteiten in 1965 gecentraliseerd tot het Waterschap Walcheren.

### De Deltawerken
De Veerse Gatdam uit 1961, een onderdeel van de Deltawerken, verbindt Walcheren met Noord-Beveland. Het vroegere Veerse Gat heet tegenwoordig Veerse Meer en is een populair watersportgebied dat veel toeristen trekt.
De haven van de stad Veere is door de aanleg van de Veerse Gatdam niet meer met de zee verbonden, waardoor de vissersvloot van Veere moest uitwijken. De kustlijn is echter door de aanleg van de dam aanzienlijk verkort, wat het gevaar voor overstroming van Walcheren flink vermindert.

## Buitenplaatsen

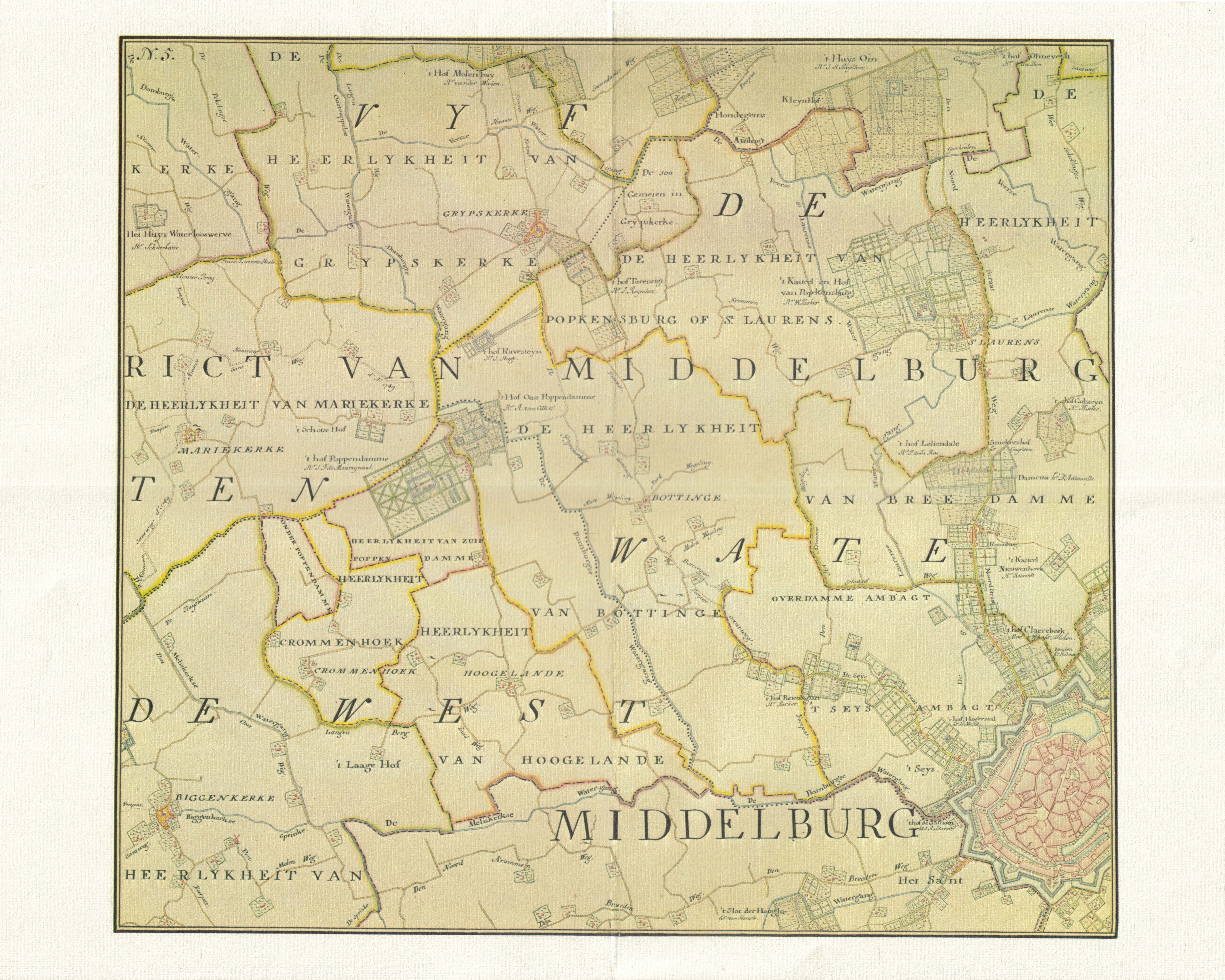
Deelkaart 5 van een Manuscriptkaart van Walcheren van de gebroeders Hattinga uit 1750. Te zien is het centrale deel van het eiland tussen Aagtekerke, Gapinge, Biggekerke en Middelburg met een groot aantal buitenplaatsen

Walcheren stond van de 17e tot 19 eeuw vanwege de vele buitenplaatsen met hun kenmerkende grote tuinen bekend als de 'Tuin van Zeeland'. In totaal zijn er ongeveer 270 grotere en kleinere buitenplaatsen geweest. De Zeeuwse buitenplaatsen verschillen van de Hollandse buitenplaatsen doordat hier een grotere Vlaamse invloed was aangezien het vroeger kon worden gezien als een voorland van Vlaanderen.

### Ontstaan
De oorsprong van deze buitenplaatsen lag net als elders bij de stedelijke elite. Burgemeesters, schepenen, patriciërs en kooplieden zochten een manier om zomers aan de stinkende steden Middelburg en Vlissingen te kunnen ontsnappen. In Zeeland zorgde de economische bloei van Middelburg en Vlissingen voor toenemende rijkdom en schiep daarmee ook de mogelijkheid voor de stedelijke elite om naast een winterhuis in de stad ook een zomerhuis op het platteland te kopen. Tevens vormden de buitenplaatsen een veilige geldbelegging.
De gronden kwamen in de Republiek der Zeven Verenigde Nederlanden en masse beschikbaar door de secularisatie van de kloosters. Deze gronden bestonden op Walcheren uit de Munnikenhof ten zuiden van Grijpskerke (uithof van de abdij van Middelburg), Zoetendaal van de norbertessen bij Serooskerke, Waterlooswerve van de cisterciënserinnen bij Aagtekerke, Poppendamme (buitenverblijf van de abt van Middelburg) en Nieuwenhove ten noorden van Middelburg (eveneens van de abdij van Middelburg). Deze landerijen kwamen aanvankelijk in handen van de gewesten, de steden en de hervormde kerk, maar kwamen rond 1600 steeds meer in handen van rijke stedelingen, hetgeen terug te zien is in de vestiging van buitens op deze plekken. Ook kwamen er buitenplaatsen voort uit voormalige lust- en speeltuinen (lusthoven) nabij de stad of uit agrarische hofsteden.
Halverwege de 16e eeuw waren er nog nauwelijks buitenplaatsen. Kasteel Westhove, de vroegere uithof van de abt van Middelburg, was destijds de enige met een renaissancetuin. Daarnaast waren er enkele kleine tuinen rond de kloosters en de kastelen Ter Hooge, Popkensburg en Zandenburg.

### Bloeiperiode
Rond 1650 verschijnen echter verschillende kleinere buitenplaatsen rond en tussen de steden Middelburg en Vlissingen en langs een smalle strook langs de noordwestzijde van het eiland, zoals terug te zien op de Roman-Visscherkaart. Rond 1700 begon de bloeiperiode. In zijn tweedelige boek Walchersche Arkadia uit 1715-17 schrijft Mattheus Gargon bijvoorbeeld dat men "als in een gedurig bosch en wellustige dreeve langs een opgeschoten dijk wandelen kan, of rijden tot Domburg toe" en dat men zich verbaasde over "wat dit voor Plaatzen waren, en of het gantsche Land hier in Lusthoven en Heeren-huizen bestond". Veel buitenplaatsen uit die tijd zijn terug te zien op de negendelige kaart van Walcheren van David Willem Coutry en Anthony Hattinga uit 1750 (zie kaartblad van Midden-Walcheren hiernaast). Hierop is te zien dat het aantal buitenplaatsen met name toenam tussen Middelburg en de noordwestkust en de grootste clustering van buitens zich voordeed in het gebied tussen Oostkapelle en Vrouwenpolder. Veel kleinere buitenplaatsen lagen op de kreekruggen langs de noordelijke, noordwestelijke en zuidelijke uitvalswegen van Middelburg (de Noordweg, Seisweg en Segeersweg), terwijl de grotere buitenplaatsen meer willekeurig over het eiland verspreid lagen, maar ook voor zover mogelijk op kreekruggen omdat de lager gelegen venige poelgebieden te onvruchtbaar waren. Met deze poelgronden werd bij de tuinaanleg wel rekening gehouden in verband met het uitzicht eroverheen, maar om er een buitenplaats op te kunnen aanleggen moesten eerst dure grondverbeteringsmaatregelen worden genomen. De buitens werden doorgaans tegen de zeewind en ongewenste pottenkijkers omringd met dichte omheinigen van bomen en andere plantages. De verspreid gelegen grotere buitenplaatsen lieten soms op eigen kosten wegen verbeteren om de bereikbaarheid vanuit de stad te verbeteren, zoals de weg tussen West- en Oost-Souburg, waar verschillende buitenplaatsen lagen. Ook lieten invloedrijke eigenaren van grote buitenplaatsen met een beroep op het plantrecht soms bomen planten langs de wegen naar hun buitens toe om deze zo meer aanzien te geven. Zo liet de heer van Popkensburg vanaf 1679 de Noordweg beplanten tussen de Noordpoort van Middelburg en Serooskerke, waartussen halverwege zijn uitgestrekte buitenplaats lag. Rond 1750 bestond ongeveer een achtste van het eiland (ruim 2500 hectare) uit tuinen en plantsoenen van buitenplaatsen. Een aantal buitenplaatsen werd getekend door Jan Arends. In de tweede helft van de 18e eeuw werden veel tuinen naar de mode van die tijd omgezet van een strakke Franse baroktuin naar een weelderige Engelse tuin.

### Neergang
Met de Franse Tijd zette echter het verval snel in. Franse inkwartieringen en oorlogshandelingen zorgden voor veel schade bij de buitenplaatsen. De economische recessie deed de rest. Veel buitens werden afgebroken of omgevormd tot boerderijen. Bij de resterende buitens ontbrak vaak het geld voor tuinonderhoud en de tuinen werden daarop op grote schaal weer omgezet in boerenland. In 1824 was het aantal buitenplaatsen teruggelopen naar ongeveer 45. In de 19e eeuw werden in de Manteling bij Oostkapelle nog wel enkele nieuwe buitens aangelegd, zoals Schoonoord in 1839, Iepenoord tussen 1842 en 1843 en Eikenoord in 1857, maar deze konden het tij niet keren. Het definitieve einde kwam in 1944, toen de inundatie van Walcheren alle resterende tuinen definitief verwoeste. De veranderde tijdgeest maakte dat men niet aan financieel kostbaar herstel van de tuinen dacht, maar aan economische vooruitgang: Ook de resterende landerijen werden toen al dan niet bij ruilverkavelingen omgezet naar boerengrond. Het kostbare onderhoud van de grote buitenhuizen werd uitgesteld, waardoor deze soms verpauperden en later werden omgezet naar kantoren of andere functies, zoals bij Ter Hooge, dat omgebouwd werd tot een appartementencomplex. Van de ongeveer 270 buitenplaatsen zijn er tegenwoordig nog ongeveer 15 over. Daarnaast zijn van nog eens 100 buitenplaatsen nog restanten aanwezig. Tegenwoordig wordt op kleine schaal soms weer een restant van een buitenplaats zichtbaar gemaakt in het landschap.

## Transport
De belangrijkste verbindingsweg is de A58 van Eindhoven naar Vlissingen. Vlissingen is tevens het eindpunt van de spoorlijn Roosendaal – Vlissingen (Zeeuwse Lijn).
De veerpont, sinds 2004 een fiets/voetveer, die naar Breskens vaart, vervoert sinds 2003 geen auto's meer. De verbinding naar Zeeuws-Vlaanderen verloopt nu via de Westerscheldetunnel.
Sinds 2011 ligt de N57 niet meer dwars door Middelburg, maar om die plaats heen. Het verlegde traject van de N57 loopt vanaf knooppunt Arnestein bij Nieuw- en Sint Joosland tot de Veerse Gatdam, de lengte van het verlegde traject is 13,4 km. Ten oosten van Middelburg kruist de weg het Kanaal door Walcheren met een aquaduct. De weg is grotendeels aangelegd met 2×2 rijstroken.

## Lokale omroep
Sinds 2013 heeft Walcheren een eigen radio-omroep, WFM96, wat staat voor Walcheren FM.